# Ultrabazická hornina

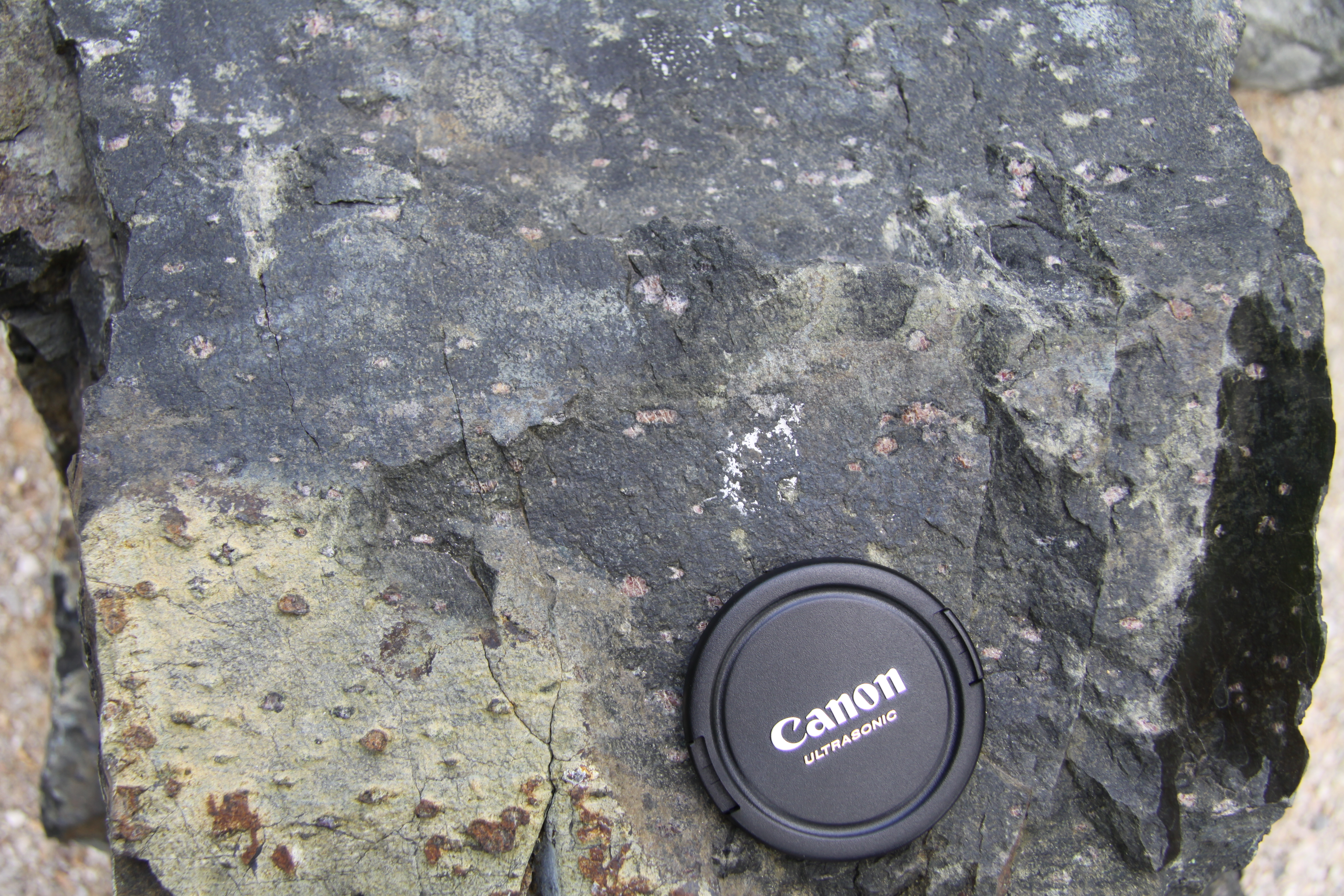
Peridotit - základní představitel ultrabazickými hornin.

Ultrabazické horniny nebo ultrabazika jsou vyvřelé horniny obsahující méně než 44 % resp. 45% SiO2. Jde o uměle určenou hranici, která odráží pouze jejich (geo)chemické složení. Skupina ultrabazických hornin má sice mnoho společného s horninami ultramafickými, s nimiž se i často zaměňuje, ale takové zjednodušení může být někdy zavádějící. Ultramafity jsou klasifikovány na základě mineralogického zastoupení mafických minerálů (jejichž obsah je 90 - 100 %). Podstatný rozdíl spočívá zejména v okrajových členech ultramafitů, které nemusí mít dostatečně nízký obsah SiO2 a nejsou proto ultrabazickými. Jde zejména o některé hornblendity a anortozity, které mohou mít obsah SiO2 vyšší než 50 %, přičemž však stále spadají mezi ultramafické horniny.
Ultrabazickým horninám dominuje složením olivín a pyroxen, mohou také obsahovat bazické plagioklasy, spinel, granát, amfiboly a slídy. Ultrabazickými horniny se nachází hlavně ve svrchním plášti ale mohou vznikat jako kumuláty i z bazického magmatu nebo krystalizací magmatu při parciálním tavení pláště.